# Conophyma remaudieri
Conophyma remaudieri är en insektsart som beskrevs av Marius Descamps och Donskoff 1965. Conophyma remaudieri ingår i släktet Conophyma och familjen Dericorythidae. Inga underarter finns listade i Catalogue of Life.